# Hillister
Hillister è una comunità non incorporata situata nella parte meridionale della contea di Tyler, Texas, Stati Uniti. Si trova lungo le U.S. Routes concorrenti 69 e 287 a sud della città di Woodville, il capoluogo della contea di Tyler. La sua altitudine è di 190 piedi (58 m). Anche se Hillister non è incorporata, ha un ufficio postale, con lo ZIP code 77624.
Hillister è la residenza del deputato statale James E. White del Distretto 19, che comprende le contee di Polk, Hardin, Jasper, Newton e Tyler.